# Re’uwen Riwlin
Re’uwen Riwlin (hebr. ראובן ריבלין, wym. [ʁeʔuˈven ʁivˈlin]; ur. 9 września 1939 w Jerozolimie) – izraelski prawnik i polityk. Minister komunikacji w latach 2001–2003, poseł do Knesetu w latach 1988–1992 oraz 1996–2014, jego przewodniczący w latach 2003–2006 oraz 2009–2013. Prezydent Izraela od 24 lipca 2014 do 7 lipca 2021.

## Życiorys
Ukończył studia na Uniwersytecie Hebrajskim w Jerozolimie. Jest członkiem partii Likud. Po raz pierwszy wybrany do dwunastego Knesetu w wyborach w 1988, cztery lata później utracił miejsce w parlamencie. W wyborach w 1996 również nie zdobył mandatu, ale powrócił do Knesetu już 1 września tegoż roku w miejsce Elijjahu Ben Elisara. Zyskał reelekcję w 1999, a od 7 marca 2001 do 28 lutego 2003 był ministrem komunikacji w pierwszym rządzie Ariela Szarona. W wyborach w 2003 został ponownie wybrany posłem, a w szesnastym Knesecie był przewodniczącym parlamentu (od 19 lutego 2003 do 4 maja 2006). Z sukcesem wybierany także w 2006 i 2009, a w Knesecie osiemnastej kadencji ponownie był przewodniczącym parlamentu (od 30 marca 2009 do 5 lutego 2013). W wyborach w 2013 kolejny raz zdobył mandat poselski, który złożył czerwcu 2014 w związku z wyborem na prezydenta (w parlamencie zastąpił go Karmel Szama).
10 czerwca 2014 został wybrany przez Kneset na prezydenta Izraela. Został zaprzysiężony 24 lipca 2014.
W październiku 2014 złożył oficjalną wizytę w Polsce, w czasie której m.in. wraz z prezydentem Bronisławem Komorowskim uczestniczył w uroczystości otwarcia wystawy stałej Muzeum Historii Żydów Polskich Polin. 12 kwietnia 2018 uczestniczył wraz z prezydentem Andrzejem Dudą w Marszu Żywych. Na spotkaniu z prezydentem Polski stwierdził, że „Nie ma wątpliwości, że wielu Polaków walczyło z reżimem nazistowskim, ale nie możemy zaprzeczyć, że Polska i Polacy przyłożyli rękę do eksterminacji”.
Po wyborach w kwietniu 2019 roku, w dniach 15–16 kwietnia 2019, Riwlin spotkał się z reprezentantami partii, które dostały się do Knesetu XXI kadencji, celem uzyskania rekomendacji co do obsady stanowiska szefa rządu. Dotychczasowego premiera Binjamina Netanjahu rekomendowały – macierzysty Likud (35 mandatów), Szas (8), Zjednoczony Judaizm Tory (8), Nasz Dom Izrael (5), Unia Partii Prawicowych (5) oraz My Wszyscy (4). Lider Niebiesko-Białych – Beni Ganc został wskazany przez swoje ugrupowanie (35 mandatów) oraz przez Partię Pracy (6) i Merec (4). Koalicje partii arabskich Hadasz-Ta’al (6) i Ra’am-Balad (4) nie poparły żadnego kandydata. W związku z tym, że prawicowa koalicja dysponuje łącznie 65 mandatami w 120 osobowym Knesecie 17 kwietnia prezydent oficjalnie powierzył Netanjahu misję sformowania nowego rządu.

## Życie prywatne
Jego drugą żoną była Nechama (1945–2019), mieli troje dzieci. Jest wegetarianinem. Oprócz ojczystego języka hebrajskiego zna również angielski.